# Ligne Elberfeld – Dortmund
La ligne Elberfeld - Dortmund, (en allemand Bahnstrecke Elberfeld–Dortmund), est une ligne de chemin de fer située en Allemagne de 56 km reliant Wuppertal, Hagen, et Dortmund.

## Les gares traversées
- Wuppertal Hbf
- Hagen Hbf
- Dortmund Hbf

## Services
La ligne est utilisée toutes les heures par des Intercity-Express ligne 10, reliant Cologne et Berlin via Hamm, Hanovre, s'arrêtant à Wuppertal et Hagen. Des trains InterCity des lignes 31 et 55 circulent toutes les deux heures entre Cologne et Hamm.
La section de la ligne entre Hagen et Wuppertal est cadencée toutes les heures par Express Régional, ligne RE Wupper Express 4, entre Dortmund et Aachen via Dusseldorf, en s'arrêtant dans les grandes gares.
Cadencement également pour la ligne RE 7, Rhein-Münsterland Express, entre Krefeld, Münster, Cologne et Hamm et par ligne RE Maas-Wupper Express 13 entre Venlo (Pays-Bas) et Hamm via Mönchengladbach. Des services Regionalbahn fonctionnent également sur la ligne.